# Проскурниково
Проскурниково — деревня в городском округе Ступино Московской области.

## Население
| 2002 | 2006 | 2010 |
| ---- | ---- | ---- |
| 25   | ↘19  | ↗36  |

Проскурниково расположено на севере района, недалеко от границы с городским округом Домодедово, на реке Речица, высота центра деревни над уровнем моря — 161 м, ближайшие населённые пункты: Леньково — примерно в 1 км на северо-восток и Привалово, городского округа Домодедово, — около 1,2 км на юго-запад.
На 2016 год в Проскурниково 5 улиц и 13 садовых товариществ, деревня связана автобусным сообщением с соседними населёнными пунктами, в Проскурниково работают продуктовый и хозтоварный магазины. Впервые в исторических документах селение упоминается в 1633 году, как часть усадьбы при селе Проскурниковское, принадлежащей Кузьме Минину. В 1761 году в усадьбе была построена каменная однопрестольная усадебная Сергиевская церковь, сломанная в середине XX века.